# Andrena nemophilae
Andrena nemophilae är en biart som beskrevs av Ribble 1968. Andrena nemophilae ingår i släktet sandbin, och familjen grävbin. Inga underarter finns listade i Catalogue of Life.